# Marienburg (Schiff, 1939)
Die Marienburg war der vierte und größte Neubau für den Seedienst Ostpreußen und sollte von der Stettiner Reederei J. F. Braeunlich bereedert werden. Die Weiterentwicklung der Tannenberg sollte außer auf den Routen des Seedienstes auch für Fahrten nach Finnland und Norwegen eingesetzt werden. Daher wurde der Rumpf des Schiffes für die Fahrt im Eis verstärkt.

## Geschichte
Das von den Stettiner Oderwerken gebaute Turbinenschiff lief am 14. Oktober 1939 vom Stapel. 132 Passagiere sollten in Doppelkabinen untergebracht werden. Für eine größere Zahl standen sogenannte Wanderkojen zur Verfügung. Über eine Ladeluke am Bug konnten Personenkraftwagen an Bord gelangen.

### Lensovet
Der Ausbruch des Zweiten Weltkriegs verhinderte die Fertigstellung des Schiffs, das bis 1950 im Dammschen See bei Stettin lag. Das 1945 als Reparationsleistung an die Sowjetunion übergebene Schiff wurde von Oktober bis Dezember 1950 auf der Mathias-Thesen-Werft in Wismar fertiggestellt. Danach standen für Passagiere vier Luxusunterkünfte zur Verfügung, hinzu kamen in der I. Klasse 60, in der II. 188 und in der III. Klasse 294 Unterkünfte. Das Schiff wurde 1955 in Dienst gestellt und kam als „Ленсовет“ (Lensovet) für die Odessaer Reederei Black Sea Steamship Company im Schwarzen Meer zum Einsatz.

### Abkhaziya
1965 wurde es in „Абхазия“ (Abkhaziya) umbenannt. Es befuhr die Route Odessa–Batumi, für Sommerkreuzfahrten auch die Strecke Odessa–Warna. Ab März 1980 wurde das Schiff durch Salvamento y Demolicion Naval in Vilanova i la Geltrú verschrottet.